# Arrondissement de Schwalm-Eder
L’arrondissement de Schwalm-Eder est un arrondissement (Landkreis en allemand) de Hesse (Allemagne) situé dans le district (Regierungsbezirk en allemand) de Cassel.
Son chef-lieu est Homberg.

## Situation géographique
L'arrondissement de Schwalm-Eder est situé au nord de la Hesse. Le territoire est montagneux. L'arrondissement a des limites avec les arrondissements de Cassel, Waldeck-Frankenberg, Marbourg-Biedenkopf, Vogelsberg, Hersfeld-Rotenburg et Werra-Meissner.

## Villes, communes et communautés d'administration
(nombre d'habitants en 2006)
| Villes - 1. Borken (13 388) - 2. Felsberg (10 940) - 3. Fritzlar (14 622) - 4. Gudensberg (9 112) - 5. Homberg (Efze) (14 621) - 6. Melsungen (14 586) - 7. Neukirchen (7 533) - 8. Niedenstein (5 545) - 9. Schwalmstadt (19 075) - 10. Schwarzenborn (1 158) - 11. Spangenberg (6 446) | Villages (municipalités) - 1. Bad Zwesten (4 175) - 2. Edermünde (7 319) - 3. Frielendorf (8 024) - 4. Gilserberg (3 354) - 5. Guxhagen (5 341) - 6. Jesberg (2 622) - 7. Knüllwald (4 895) - 8. Körle (2 943) - 9. Malsfeld (4 231) - 10. Morschen (3 826) - 11. Neuental (3 341) - 12. Oberaula (3 332) - 13. Ottrau (2 429) - 14. Schrecksbach (3 330) - 15. Wabern (7 607) - 16. Willingshausen (5 287) |